# Handan Iron & Steel
Handan Iron & Steel (chinois simplifié : 邯郸钢铁集团有限公司 ; chinois traditionnel : 邯鄲鋼鐵集團有限公司 ; pinyin : Hándān gāngtiě jítuán yǒuxiàngōngsī) est une entreprise établie à Handan dans le Hebei et qui produit essentiellement du fer et de l'acier